# Banovina del Vrbas
La Banovina del Vrbas (in serbo-croato Vrbaska Banovina) era una provincia del Regno di Jugoslavia tra il 1929 ed il 1941. Il nome della provincia deriva dal fiume Vrbas e comprendeva il territorio della Bosnia occidentale. La capitale della Vrbaska Banovina era Banja Luka. 
La popolazione nel 1931 era 1.037.382. La maggior parte erano ortodossi, con 600.529 persone (58%), quindi musulmani, con 250.265 persone (24%) e infine cattolici, con 172.787 persone (17%).
Nel 1941, le potenze dell'Asse occuparono la Vrbaska Banovina; la provincia fu abolita e aggiunta allo Stato Indipendente di Croazia. La regione era parte della Bosnia storia (prima del 1918) e nel 1943 fu reintegrata nei moderni confini della Repubblica Popolare di Bosnia-Erzegovina. Dal 1992 la regione è divisa tra la Repubblica Serba e la Federazione di Bosnia ed Erzegovina.